# Euprotomicroides zantedeschia
Euprotomicroides zantedeschia là loài cá mập duy nhất thuộc chi Euprotomicroides trong họ Dalatiidae. Loài này được mô tả lần đầu tiên vào năm 1966.

## Từ nguyên
Mẫu vật đầu tiên của loài cá mập E. zantedeschia được thu thập bởi tàu đánh cá Arum ở ngoài khơi Cape Town vào năm 1963. Ban đầu, mẫu vật này được xác định là loài cá mập Heteroscymnoides marleyi. Trong lần khảo sát tiếp theo, các nhà ngư học nhận thấy rằng, mẫu vật của loài cá mập này khác xa so với những chi đã biết đến trong họ Dalatiidae, và họ đã xếp mẫu vật đó vào một chi đơn loài và mô tả nó với danh pháp là Euprotomicroides zantedeschia.
Hậu tố -oides trong tên của chi có nghĩa là "tương đồng", ám chỉ sự giống nhau về hình dáng giữa chi Euprotomicroides và Euprotomicrus. Còn từ zantedeschia trong tên loài có nguồn gốc từ tên chi của hoa vân môn (Zantedeschia aethiopica), một loài hoa bản địa của Nam Phi. Loài hoa này trong tiếng Anh có tên là arum lily, cũng chính là tên của tàu đánh cá Arum, con tàu đã đánh bắt được E. zantedeschia.

## Phạm vi phân bố
Ngoài khu vực Đông Nam Đại Tây Dương (ngoài khơi Nam Phi), E. zantedeschia còn được ghi nhận thêm ở Đông Nam Thái Bình Dương (ngoài khơi Chile, gần quần đảo Juan Fernandez) và Tây Nam Đại Tây Dương (ngoài khơi Brasil). Cho đến hiện tại, chỉ có 4 mẫu vật của E. zantedeschia được biết đến, được thu thập ở 3 địa điểm kể trên, trong đó mẫu vật thứ 3 và 4 được tìm thấy ở Chile. Các mẫu vật kể trên được đánh bắt bằng lưới ở độ sâu trong khoảng từ khoảng 195 đến 641 m.

## Mô tả
Mẫu vật gốc ở Nam Phi có chiều dài cơ thể đo được là 17,6 cm. Những mẫu vật còn lại có chiều dài cơ thể được ghi nhận lần lượt là 41,35 cm (Brazil), 45,5 cm và 51,5 cm (Chile).
Cơ thể của chúng có màu nâu đen được bao phủ bởi các lớp vảy nhỏ, không chồng lên nhau; ở các vây có dải trắng ở rìa. Thân của E. zantedeschia tròn, dẹt dần về phía thân sau. Đầu tròn, mõm gần như có dạng hình nón. Miệng rộng, chứa 29 hàng răng ở hàm trên và 34 hàng răng ở hàm dưới. Các răng ở hàm trên nhỏ, có hình mũi kim, trong khi các răng ở hàm dưới lại lớn và có hình tam giác. Năm cặp khe mang lớn, có kích thước tăng dần từ khe đầu tiên cho đến khe cuối cùng. Cả hai vây lưng tròn và không có gai; vây thứ nhất nhỏ hơn vây thứ hai và nằm khoảng giữa vây ngực và vây bụng. Vây bụng nhỏ, ngang vị trí với vây lưng thứ hai. Không có vây hậu môn. Vây đuôi có thùy dưới chắc khỏe, còn thùy trên dài với một khía nổi rõ ở gần chóp thùy.

## Sinh thái học
Vây ngực dạng thùy, có cơ rắn chắc của loài cá mập E. zantedeschia cho thấy chúng được sử dụng với mục đích đẩy đi theo cách giống với các loài Chimaeriformes hơn những loài cá mập khác, hoặc ít nhất là để bơi lơ lửng trong nước. Bộ hàm chắc khỏe và răng sắc nhọn của E. zantedeschia cho phép chúng ngoạm được những con mồi tương đối lớn.
Trên bụng của E. zantedeschia có một tuyến túi có thể phun ra chất lỏng phát quang màu xanh lam. E. zantedeschia là loài cá mập duy nhất có thể phát quang, mà đặc điểm này không được nhìn thấy ở bất kỳ một loài cá mập nào khác.
E. zantedeschia có lẽ sinh sản theo hình thức noãn thai sinh, tương tự như những thành viên trong họ của nó.